# The Count of Monte Cristo (serie de 2024)
El Conde de Montecristo (en inglés; The Count of Monte Cristo) es una miniserie de televisión en inglés dirigida por Bille August y protagonizada por Sam Claflin. Es una adaptación de la novela homónima de Alexandre Dumas.

## Sinopsis
Según se informa, la producción tendrá un "sensación contemporánea" sin dejar de ser "fiel al legado" de la obra original. 

## Reparto
- Sam Claflin como Edmond Dantès
- Ana Girardot como Mercédès
- Harry Taurasi como Fernand Mondego
- Mikkel Boe Følsgaard como Gérard de Villefort
- Blake Ritson como Danglars
- Karla-Simone Spence como Haydée
- Michele Riondino como Jacopo
- Lino Guanciale como Vampa
- Nicolás Maupas como Albert De Morcerf
- Gabriella Pession como Hermine
- Robin Greer como Maximilien Morrel
- Bastien Fontaine-Oberto como Franz
- Poppy Corby-Tuech como Héloïse
- Nell Baker como Julie
- Jeremy Irons como Abbé Faria [2]

## Producción
Carlo Degli Esposti llevaba media década trabajando en la serie. Está producida por Mediawan con Palomar en Italia y DEMD Productions en Francia, y en asociación con Entourage Ventures. Sus emisoras encargadas son la RAI y France Televisions . 
En 2023, el rodaje tuvo lugar en el Palais-Royal de París .  Otros lugares de rodaje incluyen Turín, Milán y Malta .  Jeremy Irons dijo a Variety que el castillo utilizado en la producción en Malta tiene la misma edad que el escrito en el texto original de Dumas. 

## Transmisión
La serie salió al aire en 2024. La serie se emitió en La 2 de Televisión Española entre el 5 y el 19 de agosto de 2025.